# Zwendel in Brunei
Zwendel in Brunei is een spionageroman van auteur Gérard de Villiers en is het 94e deel uit de S.A.S.-reeks met als protagonist de Oostenrijkse prins en freelance CIA-agent Malko Linge.

## Het verhaal
De sultan van Brunei heeft $ 25.000.000 aan de CIA betaald om enkele kwesties voor hem af te handelen. Als hij echter om een betalingsbewijs vraagt moet de CIA schoorvoetend toegeven dat zij het geld nooit hebben ontvangen.
De sultan is hierover zeer verongelijkt en vermoedt dat de CIA het geld heeft verdonkeremaand.
Omdat de CIA ook zich afvraagt waar het geld is gebleven wordt Malko voor onderzoek naar het Sultanaat van Brunei gestuurd.
Het onderzoek dient echter discreet plaats te vinden omdat als dit openbaar wordt gemaakt er zeker een nationaal schandaal zal uitbreken en de CIA onder vuur komt te liggen van het Amerikaanse congres.
Het heeft er alle schijn van dat John Sanborn, chief of station van het CIA-kantoor te Brunei, er plotseling met het geld vandoor is gegaan.
In het Islamitische land dat vrijwel geen wetgeving en parlement kent en waar de wil van de sultan de enige vorm van wet is, ontdekt Malko dat enkele familieleden van de sultan er een losbandig bestaan op na houden met veel drank, cocaïne en vrouwen. Malko beseft dat hij de hulp van Mandy Brown goed kan gebruiken. Ze heeft niet voor niets de bijnaam "Mandy de slet".

De ligging van het Sultanaat Brunei in Zuidoost-Azië.

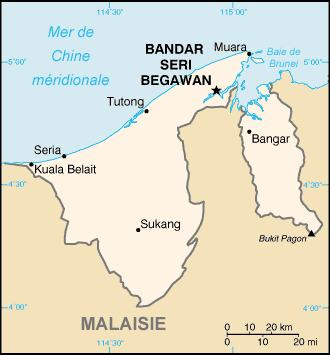
Een overzichtskaart van het Sultanaat Brunei op het eiland Borneo.

## Personages
- Malko Linge, Oostenrijkse prins en CIA-agent;
- Mandy Brown, mannenverslindster met als bijnaam Mandy de slet.